# Capella de Darnac
La Capella de Darnac fou una església romànica, actualment desapareguda, del poblat rossellonès de Darnac, en l'actual terme de Brullà, a la Catalunya del Nord.
Juntament amb la Torre de Darnac eren al lloc on es dreça actualment
Està documentada des del 967 (in locum quem dicunt Darnago), i el 981, consta el sacellum de Darnago (capella o santuari).